# Severgreen
Severgreen è il nono studio album di Severina Vučković.
Dopo una lunga pausa nella quale la cantante si era ritirata a vita privata, torna sulle scene alla fine del 2004 con il singolo Bojate bane buski. Anche se la canzone entra nella HR TOP 20, top lista nazionale croata, non riscuote il successo sperato tra il pubblico.
Severgreen rappresenta sicuramente l'album più maturo e complesso di Severina in quel particolare periodo della sua carriera. In questo album Severina abbandona gli stili musicali dei due studio album precedenti e canta prevalentemente canzoni pop e jazz. Interessante è la collaborazione con il cantautore croato Arsen Dedić per la realizzazione della canzone Sama na sceni (minijatura). Malgrado l'impegno della cantante per la promozione del suo nuovo album, Severgreen non riscuote un notevole successo per via dello scandalo pornografico in cui era stata coinvolta.
Singoli dell'album sono: Bojate bane buski, Adam i Seva, Šta me sad pitaš sta mi je, Ma daj e Hrvatica.

## Tracce
1. Adam i Seva (turkish chicken) - (Severina Vučković / Silvio Pasarić / Milo Stavros – Severina Vučković – Silvio Pasarić / Milo Stavros)
2. Broš (recuerdo) - (Branimir Mihaljević – Faruk Buljubašić Fayo – Silvio Pasarić)
3. Hrvatica - (Silvio Pasarić / Severina Vučković – Inge Privora / Severina Vučković / Milo Stavros / Pero Radojčić Bizzo – Silvio Pasarić)
4. Niti s tobom, nit' bez tebe (samoća) - (Duško Rapotec Ute – Narodna – Silvio Pasarić)
5. Sama na sceni (minijatura) - (Arsen Dedić – Arsen Dedić – Silvio Pasarić)
6. Bojate bane buski - (Severina Vučković / Silvio Pasarić / Milo Stavros – Severina Vučković – Silvio Pasarić / Milo Stavros)
7. Ma daj (french connection) - (Severina Vučković / Silvio Pasarić – Severina Vučković – Silvio Pasarić)
8. Tuge od sna - (Traditional – Srećko Vargek – Alan Bjelinski)
9. Iz glave - (Silvio Pasarić / Sandra Sagena / Milo Stavros – Sandra Sagena – Silvio Pasarić)
10. Šta me sad pitaš šta mi je - (Severina Vučković – Severina Vučković – Matija Dedić / Tonči Grabušić / Henry Radanović / Silvio Pasarić)